# Nationalligaen 2018
La Nationalligaen 2018 è la 31ª edizione del campionato di football americano di primo livello, organizzato dalla DAFF.

## Squadre partecipanti
| Club                  | Città         | Stadio | Sponsor ufficiale | Risultato nella stagione 2017 |
| --------------------- | ------------- | ------ | ----------------- | ----------------------------- |
| AaB 89ers             | Aalborg       |        |                   |                               |
| Aarhus Tigers         | Aarhus        |        |                   |                               |
| Copenhagen Tomahawks  | Copenaghen    |        |                   |                               |
| Copenhagen Towers     | Gentofte      |        |                   |                               |
| Frederikssund Oaks    | Frederikssund |        |                   |                               |
| Søllerød Gold Diggers | Rudersdal     |        |                   |                               |
| Triangle Razorbacks   | Vejle         |        |                   |                               |

## Stagione regolare

### Calendario

#### 1ª giornata
| Vejle 7 aprile 2018, ore 16:00 | Triangle Razorbacks | 38 – 0 referto | Copenhagen Tomahawks | Vejle Atletikstadion |

| Gentofte 8 aprile 2018, ore 15:00 | Copenhagen Towers | 40 – 0 referto | Frederikssund Oaks | Gentofte Sportspark |

#### 2ª giornata
| Aalborg 15 aprile 2018, ore 14:00 | AaB 89ers | 14 – 39 referto | Aarhus Tigers | Aab´s anlæg |

#### 3ª giornata
| Nærum 21 aprile 2018, ore 14:00 | Søllerød Gold Diggers | 20 – 22 referto | AaB 89ers | Rundforbi Stadion |

| Copenaghen 22 aprile 2018, ore 14:00 | Copenhagen Tomahawks | 22 – 42 referto | Copenhagen Towers | Valby Idrætspark |

#### 4ª giornata
| Frederikssund 27 aprile 2018, ore 14:00 | Frederikssund Oaks | 16 – 7 referto | Søllerød Gold Diggers | Ådalens Skole |

| Viby J 29 aprile 2018, ore 14:00 | Aarhus Tigers | 21 – 16 referto | Triangle Razorbacks | Bøgeskov Idrætsanlæg |

#### 5ª giornata
| Aalborg 5 maggio 2018, ore 14:00 | AaB 89ers | 39 – 6 referto | Frederikssund Oaks | Aab´s anlæg |

| Viby J 6 maggio 2018, ore 14:00 | Aarhus Tigers | 47 – 12 referto | Copenhagen Tomahawks | Bøgeskov Idrætsanlæg |

#### 6ª giornata
| Vejle 10 maggio 2018, ore 16:00 | Triangle Razorbacks | 49 – 0 referto | Søllerød Gold Diggers | Vejle Atletikstadion |

#### 7ª giornata
| Aalborg 19 maggio 2018, ore 14:00 | AaB 89ers | 36 – 26 referto | Copenhagen Tomahawks | Aab's anlæg |

| Frederikssund 20 maggio 2018, ore 14:00 | Frederikssund Oaks | 0 – 35 referto | Aarhus Tigers | Ådalens Skole |

#### 8ª giornata
| Copenaghen 26 maggio 2018, ore 14:00 | Copenhagen Tomahawks | 14 – 27 referto | Frederikssund Oaks | Valby Idrætspark |

| Nærum 27 maggio 2018, ore 14:00 | Søllerød Gold Diggers | 46 – 70 referto | Copenhagen Towers | Rundforbi Stadion |

#### 9ª giornata
| Viby J 2 giugno 2018, ore 14:00 | Aarhus Tigers | 14 – 12 referto | Søllerød Gold Diggers | Bøgeskov Idrætsanlæg |

| Vejle 3 giugno 2018, ore 14:00 | Triangle Razorbacks | 39 – 47 referto | Copenhagen Towers | Vejle Atletikstadion |

#### 10ª giornata
| Aalborg 10 giugno 2018, ore 14:00 | AaB 89ers | 23 – 48 referto | Triangle Razorbacks | AaB's Anlæg |

#### 11ª giornata
| Gentofte 16 giugno 2018, ore 14:00 | Copenhagen Towers | 35 – 20 referto | Aarhus Tigers | Gentofte Sportspark |

| Frederikssund 16 giugno 2018, ore 14:00 | Frederikssund Oaks | 13 – 28 referto | AaB 89ers | Ådalens Skole |

| Copenaghen 17 giugno 2018, ore 14:00 | Copenhagen Tomahawks | 8 – 50 referto | Søllerød Gold Diggers | Valby Idrætspark |

#### 12ª giornata
| Gentofte 23 giugno 2018, ore 14:00 | Copenhagen Towers | 50 – 9 referto | AaB 89ers | Gentofte Sportspark |

| Frederikssund 24 giugno 2018, ore 14:00 | Frederikssund Oaks | 0 – 55 referto | Triangle Razorbacks | Ådalens Skole |

#### 13ª giornata
| Slagelse 30 giugno 2018, ore 15:00 | Copenhagen Tomahawks | 0 – 52 referto | Aarhus Tigers | Harboe Arena Slagelse |

| Nærum 1º luglio 2018, ore 14:00 | Søllerød Gold Diggers | 7 – 21 referto | Triangle Razorbacks | Rundforbi Stadion |

#### 14ª giornata
| Vejle 11 agosto 2018, ore 16:00 | Triangle Razorbacks | 48 – 26 referto | AaB 89ers | Vejle Atletikstadion |

#### 15ª giornata
| Viby J 18 agosto 2018, ore 14:00 | Aarhus Tigers | 34 – 7 referto | Frederikssund Oaks | Bøgeskov Idrætsanlæg |

| Nærum 19 agosto 2018, ore 14:00 | Søllerød Gold Diggers | 55 – 0 referto | Copenhagen Tomahawks | Rundforbi Stadion |

#### 16ª giornata
| Gentofte 24 agosto 2018, ore 19:00 | Copenhagen Towers | 41 – 20 referto | Søllerød Gold Diggers | Gentofte Sportspark |

| Copenaghen 25 agosto 2018, ore 14:00 | Copenhagen Tomahawks | 6 – 42 referto | AaB 89ers | Valby Idrætspark |

#### 17ª giornata
| Viby J 1º settembre 2018, ore 14:00 | Aarhus Tigers | 8 – 45 referto | Copenhagen Towers | Bøgeskov Idrætsanlæg |

| Vejle 2 settembre 2018, ore 14:00 | Triangle Razorbacks | 42 – 0 referto | Frederikssund Oaks | Vejle Atletikstadion |

#### 18ª giornata
| Gentofte 8 settembre 2018, ore 14:00 | Copenhagen Towers | 49 – 14 referto | Triangle Razorbacks | Gentofte Sportspark |

| Frederikssund 9 settembre 2018, ore 14:00 | Frederikssund Oaks | 40 – 14 referto | Copenhagen Tomahawks | Ådalens Skole |

#### 19ª giornata
| Aalborg 15 settembre 2018, ore 14:00 | AaB 89ers | 8 – 57 referto | Copenhagen Towers | Aab's anlæg |

| Nærum 16 settembre 2018, ore 16:00 | Søllerød Gold Diggers | 42 – 14 referto | Aarhus Tigers | Rundforbi Stadion |

### Classifica
La classifica della regular season è la seguente:
- PCT = percentuale di vittorie, G = partite giocate, V = partite vinte,  P = partite perse, PF = punti fatti, PS = punti subiti

| Pos. | Squadra               | PCT   | G  | V  | N | P  | PF  | PS  |
| ---- | --------------------- | ----- | -- | -- | - | -- | --- | --- |
| 1    | Copenhagen Towers     | 1.000 | 10 | 10 | 0 | 0  | 476 | 186 |
| 2    | Aarhus Tigers         | .700  | 10 | 7  | 0 | 3  | 284 | 183 |
| 3    | Triangle Razorbacks   | .700  | 10 | 7  | 0 | 3  | 370 | 173 |
| 4    | AaB 89ers             | .500  | 10 | 5  | 0 | 5  | 247 | 313 |
| 5    | Frederikssund Oaks    | .300  | 10 | 3  | 0 | 7  | 109 | 308 |
| 6    | Søllerød Gold Diggers | .300  | 10 | 3  | 0 | 7  | 259 | 255 |
| 7    | Copenhagen Tomahawks  | .000  | 10 | 0  | 0 | 10 | 102 | 429 |

## Playoff e playout

### Tabellone
|  | Wild Card | Wild Card             | Wild Card           |                     |                   | Semifinali        | Semifinali        | Semifinali |  |  | XXX Mermaid Bowl | XXX Mermaid Bowl | XXX Mermaid Bowl |  |
|  |           |                       |                     |                     |                   |                   |                   |            |  |  |                  |                  |                  |  |
|  |           |                       |                     |                     |                   | 1                 | Copenhagen Towers | 49         |  |  |                  |                  |                  |  |
|  |           |                       |                     |                     |                   | 1                 | Copenhagen Towers | 49         |  |  |                  |                  |                  |  |
|  |           |                       |                     | AaB 89ers           | 18                |                   |                   |            |  |  |                  |                  |                  |  |
|  | 4         | AaB 89ers             | 27                  | AaB 89ers           | 18                |                   |                   |            |  |  |                  |                  |                  |  |
|  | 4         | AaB 89ers             | 27                  |                     |                   |                   |                   |            |  |  |                  |                  |                  |  |
|  | 5         | Frederikssund Oaks    | 0                   |                     |                   |                   |                   |            |  |  |                  |                  |                  |  |
|  | 5         | Frederikssund Oaks    | 0                   |                     | Copenhagen Towers | Copenhagen Towers | 23                |            |  |  |                  |                  |                  |  |
|  |           |                       |                     |                     |                   |                   |                   |            |  |  |                  |                  |                  |  |
|  |           |                       | Triangle Razorbacks | Triangle Razorbacks | 22                |                   |                   |            |  |  |                  |                  |                  |  |
|  |           |                       |                     | Triangle Razorbacks | 22                |                   |                   |            |  |  |                  |                  |                  |  |
|  |           |                       |                     |                     |                   |                   |                   |            |  |  |                  |                  |                  |  |
|  |           |                       |                     |                     |                   |                   |                   |            |  |  |                  |                  |                  |  |
|  |           | 2                     | Aarhus Tigers       | 14                  |                   |                   |                   |            |  |  |                  |                  |                  |  |
|  |           |                       |                     | 14                  |                   |                   |                   |            |  |  |                  |                  |                  |  |
|  |           |                       |                     | Triangle Razorbacks | 16                |                   |                   |            |  |  |                  |                  |                  |  |
|  | 3         | Triangle Razorbacks   | 45                  | Triangle Razorbacks | 16                |                   |                   |            |  |  |                  |                  |                  |  |
|  | 3         | Triangle Razorbacks   | 45                  |                     |                   |                   |                   |            |  |  |                  |                  |                  |  |
|  | 6         | Søllerød Gold Diggers | 16                  |                     |                   |                   |                   |            |  |  |                  |                  |                  |  |

### Wild Card
| Aalborg 22 settembre 2018, ore 14:00 | AaB 89ers | 27 – 0 referto | Frederikssund Oaks | AaB's Anlæg |

| Vejle 22 settembre 2018, ore 17:00 | Triangle Razorbacks | 45 – 16 referto | Søllerød Gold Diggers | Vejle Atletikstadion |

### Semifinali
| Viby J 29 settembre 2018, ore 14:00 | Aarhus Tigers | 14 – 16 referto | Triangle Razorbacks | Bøgeskov Idrætsanlæg |

| Gentofte 29 settembre 2018, ore 16:00 | Copenhagen Towers | 49 – 18 referto | AaB 89ers | Gentofte Sportspark |

### Playout
| Copenaghen 6 ottobre 2018, ore 18:00 | Copenhagen Tomahawks | 0 – 14 | Kronborg Knights | Valby Idrætspark |

### XXX Mermaid Bowl
| Slagelse 13 ottobre 2018 | Copenhagen Towers | 23 – 22 referto | Triangle Razorbacks | Harboe Arena Slagelse |

## Verdetti
- Copenhagen Towers Campioni della Danimarca 2018
- Copenhagen Tomahawks retrocessi
- Odense Badgers e  Kronborg Knights promossi